# Philosepedon pectinata
Philosepedon pectinata är en tvåvingeart som beskrevs av Quate 1967. Philosepedon pectinata ingår i släktet Philosepedon och familjen fjärilsmyggor. Inga underarter finns listade i Catalogue of Life.